# No Ordinary Family
No Ordinary Family è una serie televisiva statunitense prodotta dal 2010 al 2011, creata da Greg Berlanti e Jon Harmon Feldman per la ABC.
La serie è stata paragonata ad una versione seriale in live action del film d'animazione Gli Incredibili.
La serie è stata trasmessa in prima visione negli Stati Uniti dal 28 settembre 2010, mentre in Italia è stata trasmessa sul satellite da Fox dal 6 ottobre 2010, e in chiaro da Italia 1 dal 28 novembre 2011.

## Trama
La serie segue le vicende della famiglia Powell, una tipica famiglia americana. Al fine di passare più tempo assieme, la famiglia organizza una vacanza in Brasile, ma a causa di una perturbazione l'aereo su cui si trovano si schianta nelle acque di un lago nella foresta amazzonica. Salvi miracolosamente, da quel momento le loro vite non saranno più le stesse. Tornati a casa i membri della famiglia si accorgono di aver acquisito poteri straordinari, con cui dovranno convivere.

## Episodi
| Stagione       | Episodi | Prima TV originale | Prima TV Italia |
| -------------- | ------- | ------------------ | --------------- |
| Prima stagione | 20      | 2010-2011          | 2010-2011       |

## Personaggi e interpreti

### Personaggi principali
- Jim Powell, interpretato da Michael Chiklis, doppiato da Roberto Stocchi.
Capofamiglia e disegnatore di identikit della polizia che acquisisce la superforza, l'invulnerabilità, la capacità di compiere supersalti e soprattutto la capacità di fermare le pallottole a mani nude.
- Stephanie Powell, interpretata da Julie Benz, doppiata da Francesca Fiorentini.
Scienziata con il dono della supervelocità e quindi dell'accrescimento metabolico che le rimargina rapidamente ustioni e ferite.
- Daphne Powell, interpretata da Kay Panabaker, doppiata da Letizia Ciampa.
Figlia adolescente di Jim e Stephanie con il dono della telepatia, oltre a questo potere possiede altri poteri legati alla mente come la capacità di scoprire con delle visioni avvenimenti già accaduti toccando una persona, quella di controllare le persone semplicemente dando degli ordini vocali oltre a molte altre abilità, grazie ai suoi poteri psichici è il membro più potente della famiglia.
- JJ Powell, interpretato da Jimmy Bennett, doppiato da Manuel Meli.
Figlio di Jim e Stephanie che acquisisce la super intelligenza, tramite essa può anche aumentare le sue abilità cognitive e possiede una capacità di apprendimento veloce come quella di un super computer. Grazie alla sua intelligenza è immune ai poteri della sorella Daphne e può anche capire quando quest'ultima cerca di usarli su di lui.
- George St. Cloud, interpretato da Romany Malco, doppiato da Francesco Meoni.
Procuratore distrettuale ed amico di Jim.
- Katie Andrews, interpretata da Autumn Reeser, doppiata da Ilaria Latini.
Assistente di Stephanie, scoprirà di avere il potere della telecinesi dovuto al bambino di cui è incinta da parte di Joshua.
- Dr. Dayton King, interpretato da Stephen Collins, doppiato da Saverio Moriones.
Capo di Stephanie e innamorato di lei. Antagonista principale della serie con alcuni poteri della famiglia Powell: la super forza; ed è capace di evitare la telepatia di Daphne.

### Personaggi secondari
- L'Osservatore della famiglia Powell, interpretato da Josh Stewart.
Conosciuto col nome di Will e in seguito come Joshua, il suo compito è controllare la famiglia Powell. Ha dei poteri temporanei che gli vengono forniti tramite iniezioni dal Dr. King.
- Victoria Morrow, interpretata da Rebecca Mader.
Vice Presidente delle Risorse Umane presso Global Tech.
- Detective Yvonne Cho, interpretata da Christina Chang.
Capo di Jim alla polizia, viene assassinata dall'Osservatore nell'episodio 2.
- Mr. Litchfield, interpretato da Jason Antoon.
Insegnante di matematica di JJ.
- Detective Frank Cordero, interpretato da Guillermo Díaz.
Nuovo capo di Jim alla polizia.
- Dr. Francis Chiles, interpretato da Reggie Lee.
Collega di Stephanie alla Global Tech.
- Chris Minor, interpretato da Luke Kleintank.
Ragazzo innamorato di Daphne.
- Mrs. Stefford, interpretata da Cybill Shepherd, doppiata da Anna Rita Pasanisi.
Madre di Stephanie.

## Produzione
Il 25 gennaio 2010, l'ABC ha dato il consenso per la produzione dell'episodio pilota, che è stato scritto da Greg Berlanti e Jon Harmon Feldman, e diretto da David Semel. Berlanti e Feldman sono inoltre produttori esecutivi della serie.
Il 12 maggio 2010 è stato annunciato che l'ABC ha dato il via libera alla produzione di un'intera stagione, per un totale di 22 episodi, con l'intento di metterla in onda nella stagione televisiva 2010-2011. In seguito, la sceneggiatrice e produttrice esecutiva di Chuck Allison Adler è entrata a far parte del team di sceneggiatori. Successivamente nel team di autori sono entrati Darren Swimmer e Todd Slavkin, già tra gli sceneggiatori di Smallville.
Nell'episodio pilota hanno recitato anche Tate Donovan e Christina Chang, nei ruoli rispettivamente di Mitch McCutcheon, pilota dell'aereo, e del detective Yvonne Cho, collega di Jim. I due attori avrebbero dovuto far parte del cast della serie, ma la produzione ha deciso di eliminarli dal cast fisso e farli diventare dei personaggi ricorrenti. È stato anche annunciato che l'attore Jackson Rathbone apparirà nelle serie in veste di guest star.
La serie è stata cancellata il 13 maggio 2011, a causa del basso numero di ascolti.   La serie si è conclusa con l'eliminazione degli episodi 20 e 21 (regolarmente girati) e la puntata conclusiva (originariamente la ventiduesima della prima stagione) è stata anticipata e rinumerata come puntata numero 20.